# Африканские маски
Африканские маски — собирательное название традиционных масок народов Африканского континента.
Произведения художественной пластики используются для отправления культа многими народами Африки. Так, например, маски со спокойными лицами, глаза у которых обычно закрыты, изображают умерших родственников и используются в погребальных обрядах или во время празднеств.
Устрашающие маски, где человеческие черты лица зачастую соединялось с чертами зверя, надеваются членами тайных обществ во время традиционных празднеств или охоты за нечистой силой. Считается, что человек в маске даёт временное пристанище духу, которого эта маска изображает.
Кроме того, маски также используются во время охотничьих ритуалов; члены племени, надевая маски и шкуры животного, на которого предстояло охотиться, имитируют его поведение. Маски зачастую отображают в них определённых животных, духов или героев местной мифологии.
Европейские художники начала XX века ценили и собирали африканские маски. Как способ радикальной геометризации изображения человеческого лица африканская маска оказала влияние на становление кубизма (см. «Авиньонские девицы»).